# Liste der Monuments historiques in Vavray-le-Petit
Die Liste der Monuments historiques in Vavray-le-Petit führt die Monuments historiques in der französischen Gemeinde Vavray-le-Petit auf.

## Liste der Objekte
| Bezeichnung               | Beschreibung           | Standort                        | Kennzeichnung | Schutzstatus | Datum | Bild |
| ------------------------- | ---------------------- | ------------------------------- | ------------- | ------------ | ----- | ---- |
| Skulptur Madonna mit Kind | Stein, 16. Jahrhundert | in der Kirche St-Patrice (Lage) | PM51001134    | Classé       | 1911  |      |